# 紀伊天滿站
紀伊天滿站（日语：／ Kii Tenma eki */?）是位於和歌山縣東牟婁郡那智勝浦町大字天滿，屬於西日本旅客鐵道（JR西日本）的紀勢本線（紀國線）車站。

## 歷史
- 1912年（大正元年）12月4日 - 新宮鐵道（日语：新宮鉄道）三輪崎站至勝浦站（現時為紀伊勝浦站）之間開通，此站啟用。當時名為那智口站[1]。
- 1917年（大正6年）12月4日 - 車站改名為天滿站。
- 1934年（昭和9年）7月1日 - 新宮鐵道國有化，成為國鐵紀勢中線的車站[1]。車站改名為紀伊天滿站。
- 1940年（昭和15年）8月8日 - 江住站至串本站之間開通，同時路線改名為紀勢西線[1]。
- 1959年（昭和34年）7月15日 - 三木里站至新鹿站之間開通，同時路線改名為紀勢本線[1]。
- 1985年（昭和60年）3月14日 - 成為無人車站。
- 1987年（昭和62年）4月1日 - 伴隨國鐵分割民營化，車站由西日本旅客鐵道（JR西日本）營運[1]。

## 車站構造
本站為地上車站，站内設有1面1線的單式月台，月台位於路軌西邊（新宮方向的列車會開啟左門）。新宮方向和紀伊田邊方向的列車使用同一月台。此站為膠囊型的簡易式易站房（候車室），站房外牆上使用瓷磚拼砌了一幅海的圖畫。
此站是由新宮站管理的無人車站。站內設有一台簡易自動售票機，可購買近距離的車票，但因機件老化，已於2013年12月10日撒走。

## 使用狀況
以下列出近年1日平均乘車人次。
| 年度   | 一日平均 乘車人次 |
| ------ | ----------------- |
| 1998年 | 132               |
| 1999年 | 124               |
| 2000年 | 88                |
| 2001年 | 93                |
| 2002年 | 78                |
| 2003年 | 81                |
| 2004年 | 73                |
| 2005年 | 74                |
| 2006年 | 69                |
| 2007年 | 71                |
| 2008年 | 79                |
| 2009年 | 77                |
| 2010年 | 82                |
| 2011年 | 70                |
| 2012年 | 62                |
| 2013年 | 55                |
| 2014年 | 37                |
| 2015年 | 40                |
| 2016年 | 48                |
| 2017年 | 45                |

## 車站周邊
車站位於勝浦市區西北邊，鄰接那智市區。從紀伊勝浦站至那智站沿線都是市區。車站附近的市區設有小規模的商店街。
- 那智海灘
- 那智勝浦町立那智中學
- 那智天滿郵局
- 那智勝浦町體育文化會館
- 那智勝浦町溫泉醫院
- 勝浦觀光酒店
- 和歌山地方法務局那智出張所

## 相鄰車站
西日本旅客鐵道
 紀國線（紀勢本線）
那智－紀伊天滿－紀伊勝浦

## 注腳
1. 1 2 3 4 5 6  曾根悟（監修）. 朝日新聞出版分冊百科編集部（編集） , 编. . 朝日百科週刊. 25號 紀勢本線、參宮線、名松線. 朝日新聞出版. 2010-01-10: 18–21.
2. ↑  『和歌山縣統計年鑑』及『和歌山縣公共交通機關等資料集』

## 外部連結
- 紀伊天滿｜車站資訊：JR出門網 - 西日本旅客鐵道